# Villa di Masseria Ciccotti
La Villa di Masseria Ciccotti è un sito archeologico in provincia di Potenza, in Italia.
Si tratta di una villa romana a 6 km da Oppido Lucano e posta sull'asse viario della via Herculia, che collegava Venusia a Heraclea. La villa è tutt'oggi ancora abitata, su di essa insiste una masseria in parte costruita sul castellum aquae che raccoglieva le acque che provenivano da una sorgente  a un kilometro  a monte. Le acque servivano per le esigenze della villa e la fullonica ove si lavava la lana prodotta in loco. 

## Storia

### Età repubblicana
Della fase repubblicana si conosce la basis villae con un criptoportico e i resti di un altro atrio con peristilio: l'impianto riprende il concetto tipico di villa rustica di epoca tardo-repubblicana con l'ingresso dal peristilio per l'area industriale, mentre l'accesso all'abitazione avveniva da un ambulatio con facciata scenografica. Gli ambienti della villa avevano come pavimento pregevoli mosaici che ritraevano le quattro stagioni. Oggi, portati via dal sito, si trovano nel Museo Archeologico Nazionale di Muro Lucano. (cfr, Felicitas temporum, volume edito dalla Regione Basilicata, e F.S.Lioi, I Mosaici delle ville rustiche di Oppido Lucano, edito dal Comune di Oppido L.) 

### Età adrianea-antonina
In quest'epoca si assiste alla massima espansione dell'impianto, con nuovi ambienti impostati nel II secolo sulla villa precedente: sono venti ambienti pavimentati con opus sectile e mosaici nella zona sud-occidentale della terrazza. Nella parte settentrionale si trovano invece le terme a pianta mistilinea, forse connessa agli ambienti precedenti con un'area aperta coperta da un acciottolato; gli impianti termali vengono alimentati da un acquedotto ed un castellum aquae di cui restano alcuni pilastri. La vicina zona di produzione artigiana conteneva una fornace per laterizi, uno spazio per i dolia ed una fullonia.

### Età tardo imperiale
La villa inizia a degradarsi progressivamente fino al III secolo, quando alcune stanze vengono costruite ed altre monumentalizzate: cambia sostanzialmente la sua funzione con la sistemazione di un'aula absidata nel settore sud-occidentale. La zona artigianale è meno conosciuta. Tuttavia sono state individuate delle tombe a cappuccina che hanno tagliato la fullonica precedente nel IV secolo.

## Scavi archeologici
All'inizio del XX secolo per opera della soprintendenza locale furono avviate delle indagini archeologiche negli edifici centrali del complesso, individuando un balneum monumentale ed una piscina. I primi scavi sistematici iniziarono nel 1989 con una missione archeologica italo-canadese dell'Università di Perugia e della University of Alberta: gli studi seguenti hanno rilevato l'esistenza di un impianto termale di grandi dimensioni, un notevole livello di complessità dell'architettura della sua pars urbana e decorazioni lussuose, che rendono la villa paragonabile agli impianti termali pubblici di Velia o a quelli di Paestum.